# Erucastrum
Erucastrum é um género botânico pertencente à família Brassicaceae.

## Espécies
- Erucastrum gallicum
- Erucastrum rostratum